# Ван Ромпай, Рианне
Рианне ван Ромпай, встречается неправильный вариант написания фамилии ван Ромпей (нидерл. Rianne van Rompaey [vɑn rɔmˈpaːi]; род. 3 января 1996, Вагенинген, Гелдерланд) — голландская модель.
Является одной из 50 моделей, появившихся на обложке юбилейного номера журнала Vogue Italia, к пятидесятилетию издания, сфотографированного Стивеном Майзелем. Она также появилась в одиночку на обложке Vogue Italia в марте 2016 года.

## Ранний период жизни
Рианне ван Ромпай родилась в Вагенингене, Нидерланды, в голландско-бельгийской семье. В модельном бизнесе работает со старших классов школы, когда ей было 19 лет. Ван Ромпай начала свою карьеру, отправив фотографии в модельное агентство Paparazzi Models.

## Карьера
Первая фотосессия ван Ромпай была для выпусков Elle Netherlands в январе 2013 года и феврале 2013 года.
В 2014 году Николя Жескьер пригласил ван Ромпай стать лицом Louis Vuitton. Принимала участие в показах домов моды Fendi, Versace, Salvatore Ferragamo, Prada, Moschino, Alberta Ferretti, Louis Vuitton, Chanel, Paco Rabanne, Isabel Marant, Chloe, Saint Laurent, Sacai, Alexander McQueen, Valentino, Givenchy, Stella McCartney, Marc Jacobs, Anna Sui, Calvin Klein, Michael Kors, Longchamp, Burberry, Victoria Beckham, Valentino и других.
Ван Ромпай появилась на обложках Vogue Italia, Vogue Paris, Vogue China, Vogue Germany, Vogue Russia, Vogue Netherlands и T: The New York Times Style Magazine.
Рианне ван Ромпай с 2016 года входит в список 50 лучших моделей Models.com, называя её «одной из самых ярких звезд года». В 2016 году ELLE UK и Harper’s Bazaar UK предсказали, что ван Ромпай станет супермоделью.
В сентябре 2019 года для 1000-го номера Vogue Paris она одновременно появилась на 4 обложках. Она также появилась на 3 обложках для журнала WSJ в этом месяце.